# Tasmanian Symphony Orchestra
Het Tasmanian Symphony Orchestra (TSO) is een Australisch symfonieorkest gevestigd in Hobart, Tasmanië. Het is het kleinste van de zes orkesten die zijn opgericht door de Australian Broadcasting Corporation (ABC).

## Activiteiten
Het Tasmanian Symphony Orchestra werd opgericht in 1948 en gaf zijn eerste concert op 25 mei in het gemeentehuis van Hobart, onder leiding van Joseph Post. De solist was de Tasmaanse pianist Eileen Joyce, die het pianoconcert in a mineur van Edvard Grieg uitvoerde.
Van 1973 tot 1998 was de thuisbasis van het orkest de ABC Odeon, een gerenoveerde voormalige bioscoop gebouwd in 1916 als replica van het Strand Theatre in New York. Momenteel huist het orkest in de Federation Concert Hall. In 1998 werd het concert ter gelegenheid van het 50-jarig bestaan gehouden in de oorspronkelijke zaal, het gemeentehuis, onder de toenmalige chef-dirigent David Porcelijn.
Het TSO was het eerste Australische orkest dat zijn eigen radioprogramma had, "Journey into Melody", dat wekelijks werd uitgezonden tussen 1956 en 1969.
Tegen het eind van de jaren 1960 had het orkest meer abonnementsbezoekers per hoofd van de bevolking (1 op de 144) dan elk van de andere symfonieorkesten van ABC. In 1995 toen de subsidie van het orkest dreigde te worden verlaagd en het orkest zou moeten inkrimpen tot 47 spelers, hielden de Friends of the TSO een petitie waarvoor zij 35.000 handtekeningen ophaalden, de grootste petitie in de geschiedenis van Tasmanië.

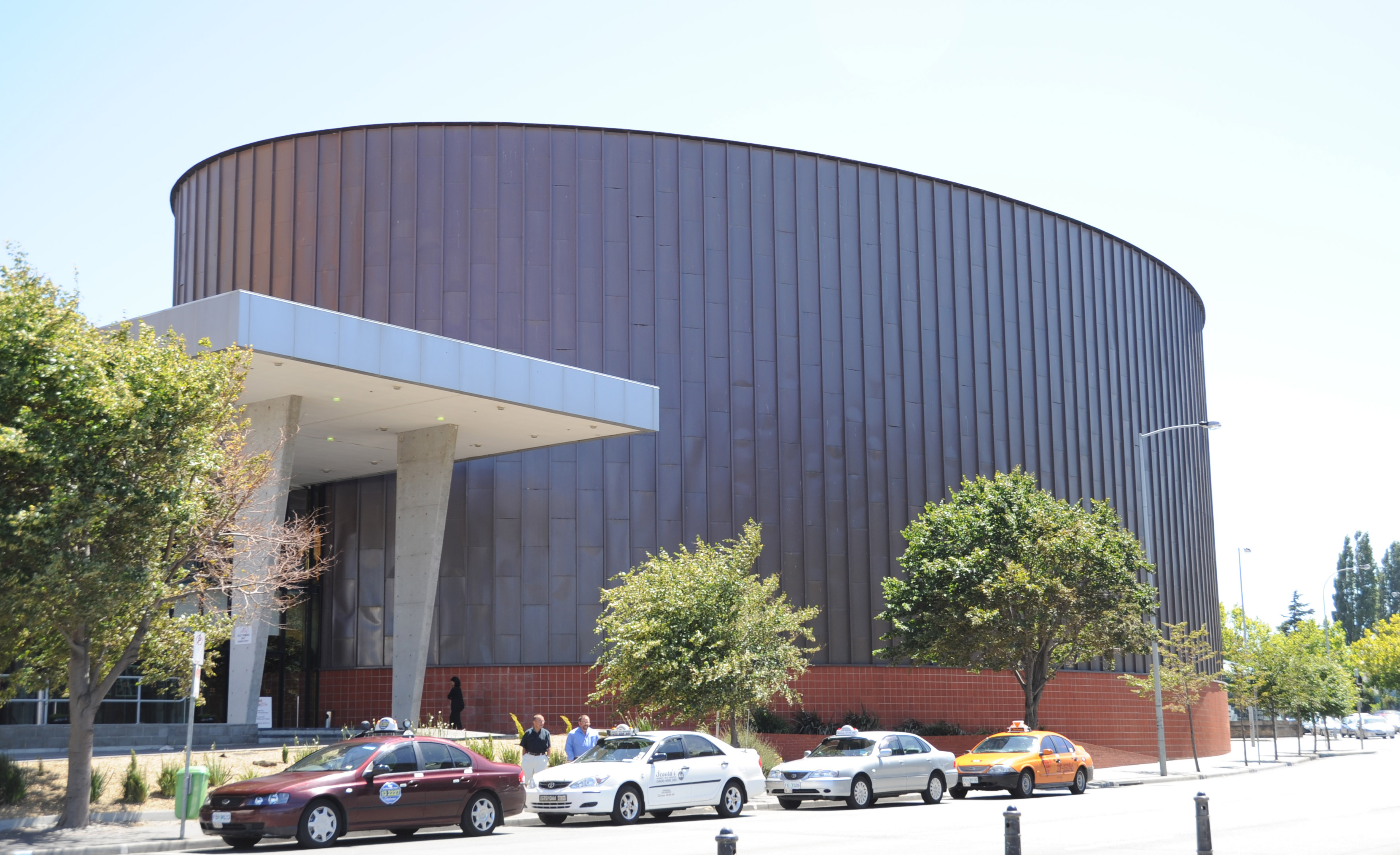
Federation Concert Hall, thuisbasis van het TSO

In 1998 werd een kookboek gepubliceerd met recepten afkomstig van orkestleden, gastdirigenten en gastmusici onder de naam A Taste of the Tasmanian Symphony Orchestra. Het boek werd goed verkocht, ook op het vasteland van Australië.
Het orkest ontvangt subsidies van de regering van Tasmanië en de federale regering. Het orkest speelt in zalen op Tasmanië en de rest van Australië, waaronder de Federation Concert Hall, Tolosa Park in Glenorchy, Princess Theatre en de Albert Hall beide in Launceston, het gemeentehuis van Burnie, het Devonport Entertainment Centre, Wrest Point Entertainment Centre in Sandy Bay en de City Recital Hall in Sydney. Belangrijke sponsors van het orkest zijn de bedrijven Hydro Tasmania, Bass and Equitable Building Society en het stadsbestuur van Hobart.
Tot de opnames die het orkest maakte behoren de complete werken van Ignaz Moscheles voor piano en orkest, met Howard Shelley als solist en dirigent.
Het TSO ging op tournee naar Israël, Griekenland, Zuid-Korea en Indonesië, evenals in heel Australië. Het orkest won de Sidney Myer Performing Arts Award in 1996. Een documentaire over Maurice Ravels Ma Mère l'Oye met daarin het TSO won de Best Biography Profile tijdens het New York Festival International Television Programming Awards.

## Chef-dirigenten
- Kenneth Murison Bourn (-1962)
- Thomas Matthews (1962-1968)
- Thomas Mayer
- Vanco Cavdarski (1974-)
- Nicholas Braithwaite
- Dobbs Franks (1989-1991)
- David Porcelijn
- Ola Rudner (2001-2003)
- Sebastian Lang-Lessing (2004-2011)
- Marko Letonja (2012– )

## Concertmeesters
- Lionel Hickey (1948-1962)
- Leon La Gruta
- Wilfred Jones
- William Hennessy
- Barbara Jane Gilby
- Jun Yi Ma